# Eupithecia georgica
Eupithecia georgica är en fjärilsart som beskrevs av András Vojnits 1977. Eupithecia georgica ingår i släktet Eupithecia och familjen mätare. Inga underarter finns listade i Catalogue of Life.